# Штурм палацу Аміна
Штурм палацу Аміна, або Операція «Шторм-333» — спецоперація із захоплення палацу «Тадж-Бек» 34°27′17.38″ пн. ш. 69°6′48.04″ сх. д. / 34.4548278° пн. ш. 69.1133444° сх. д. в районі Кабула Дар-уль-Аман і ліквідації голови Революційної ради Афганістану Хафізулли Аміна, проведена силами спецпідрозділів КДБ СРСР і Радянської Армії 27 грудня 1979 року. Була частиною спецоперації «Байкал-79» із повалення Аміна і заміни його Бабраком Кармалем, яка передувала початку участі радянських військ в афганській війні 1979—1989 років.

## Рішення усунути Аміна
Розвиток ситуації в Афганістані 1979 року: збройні виступи ісламської опозиції, заколоти в армії, внутрішньопартійна боротьба і, особливо, події вересня 1979 року, коли лідер НДПА Н. Таракі був заарештований і потім убитий за наказом Х. Аміна, який усунув його від влади, — викликали серйозне занепокоєння радянського керівництва. Воно насторожено стежило за діяльністю Аміна на чолі Афганістану, знаючи його амбіції і жорстокість у боротьбі за досягнення особистих цілей. За Аміна в країні розгорнувся терор не тільки проти ісламістів, а й проти членів НДПА, колишніх прихильників Таракі. Репресії торкнулися й армії, головної опори НДПА, що призвело до падіння її і без того низького морального бойового духу, і викликало масове дезертирство і заколоти. Радянське керівництво побоювалося, що подальше загострення ситуації в Афганістані призведе до падіння режиму НДПА і приходу до влади ворожих до СРСР сил. Щобільше, по лінії КДБ надходила інформація про зв'язок Аміна в 1960-ті роки з ЦРУ і про таємні контакти його емісарів з американськими офіційними представниками після вбивства Таракі[джерело?].
Тому було ухвалено рішення усунути Аміна і замінити його лояльнішим до СРСР лідером. Таким вважали Б. Кармаля, чию кандидатуру підтримував голова КДБ Ю. В. Андропов. Наприкінці листопада, коли Амін зажадав заміни радянського посла О. М. Пузанова, голова КДБ Ю. В. Андропов і міністр оборони Д. Ф. Устинов погодилися з необхідністю проведення такої широкої операції.
На початку літа 1979 року з числа оперативних співробітників КДБ СРСР, які пройшли спеціальну підготовку на Курсах удосконалення офіцерського складу (КУОС), сформовано позаштатний загін спеціального призначення «Зеніт». 5 липня 1979 року цей загін з 10 осіб на чолі з полковником Г. І. Бояриновим прибув до Кабула і розмістився в школі радянського посольства. У вересні-жовтні 1979 року цей загін посилили ще 24 бійцями.
Під час розробки операції з повалення Аміна було вирішено використовувати прохання самого Аміна про радянську військову допомогу (всього з вересня по грудень 1979 року було 7 таких звернень). На початку грудня 1979 року в Баграм направлено так званий «мусульманський батальйон» (154-й окремий загін спеціального призначення ГРУ, спеціально сформований влітку 1979 р. з радянських військовослужбовців середньоазіатського походження для охорони Таракі і виконання особливих завдань в Афганістані). Після прибуття додаткових груп чисельність «зенітівців» у Афганістані до кінця першої декади грудня склала понад 130 осіб. Загальне керівництво ними здійснював полковник О. К. Поляков з 8-го відділу Управління «С» КДБ.

Рішення про усунення Аміна і про введення радянських військ до Афганістану прийнято на засіданні Політбюро ЦК КПРС 12 грудня 1979 року. Протокол вів секретар ЦК К. У. Черненко. Рішення зафіксовано від руки, в одному примірнику і таємно названо «до Положення в „А“».
До положення в «А».

1. Схвалити міркування та заходи, викладені тт. Андроповим Ю. В., Устиновым Д. Ф., Громико А. А. Дозволити їм під час цих заходів уносити корективи непринципового характеру. Питання, що потребують вирішення ЦК, своєчасно вносити в Політбюро. Здійснення всіх цих заходів покласти на тт. Андропова Ю. В., Устинова Д. Ф., Громико А. А.
2. Доручити тт. Андропову Ю. В., Устинову Д. Ф., Громико А. А. інформувати Політбюро ЦК про хід виконання намічених заходів.
Оригінальний текст (рос.)
К положению в «А».
1. Одобрить соображения и мероприятия, изложенные тт. Андроповым Ю. В., Устиновым Д. Ф., Громыко А. А. Разрешить им в ходе осуществления этих мероприятий вносить коррективы непринципиального характера. Вопросы, требующие решения ЦК, своевременно вносить в Политбюро. Осуществление всех этих мероприятий возложить на тт. Андропова Ю. В., Устинова Д. Ф., Громыко А. А.
2. Поручить тт. Андропову Ю. В., Устинову Д. Ф., Громыко А. А. информировать Политбюро ЦК о ходе выполнения намеченных мероприятий

За однією з версій, спочатку операцію з відсторонення Аміна від влади планували в КДБ СРСР. Планом передбачалося силами спецпідрозділів КДБ СРСР, «мусульманського батальйону» і підрозділів десантників 13 Грудня здійснити марш з Баграма в Кабул і з ходу захопити всі ключові точки в місті, включно з резиденцією «Арк», де на той момент перебував Амін.
Аміна і його племінника Асадуллу, який керував службою безпеки КАМ, планувалося нейтралізувати за допомогою заздалегідь впровадженого в їхнє оточення агента. Він мав підмішати в їхню їжу спецзасіб. Розраховували, що, коли він почне діяти, в палаці підніметься паніка, радянські підрозділи висунуться з Баграма і захоплять резиденцію Аміна. Опівдні, 13 грудня захід із використанням спецзасобу проведено. Підрозділам дали команду на захоплення об'єкта «Дуб» (палац Арк у центрі Кабула, де тоді була резиденція глави держави). Але незабаром надійшла команда «відбій» оскільки на Аміна отрута не подіяла взагалі, а його племіннику стало погано лише наступного ранку. Асадуллу відправили на лікування в СРСР. Після зміни влади він опинився спочатку в Лефортовській в'язниці, а потім був виданий в Афганістан і розстріляний «парчамістами».
Також вивчалася можливість убивства Аміна снайперами. Снайпери із загону «Зеніт» Володимир Цвєтков і Федір Єрохов вибрали позиції на маршруті звичайного переміщення Аміна, встановили чергування і визначили шляхи відходу. Однак щоразу перед виїздом кортежу вздовж траси виставлялася посилена охорона, машини мчали на великій швидкості, тому від цього плану відмовилися.
14 грудня в Баграм направлено батальйон 345-го гвардійського окремого парашутно-десантного полку для посилення батальйону 111-го гвардійського парашутно-десантного полку 105-ї гвардійської повітряно-десантної дивізії, який від 7 липня 1979 року охороняв у Баграмі радянські військово-транспортні літаки і вертольоти. Б. Кармаля і кількох його прихильників 14 грудня таємно привезено в Афганістан і вони перебували в Баграмі серед радянських військовослужбовців. Після скасування операції Б. Кармаля терміново повернули до СРСР.
Незабаром після цього (очевидці називають різні дати, від 17 до 23 грудня) «мусульманський батальйон» отримав наказ на передислокацію в район Дар-уль-Аман міста Кабул, де його розмістили між 1-м і 2-м батальйонами Афганської національної бригади із завданням щодо посилення охорони палацу Аміна. На посилення до «мусульманського батальйону» додано 2 спецгрупи КДБ, завдання яких була іншим — підготовка до штурму.
До перекидання в Афганістан, крім сухопутних військ, також підготували 103-тю гвардійську повітряно-десантну дивізію з Білорусі, яку вже 14 грудня перекинули на аеродроми в Туркестанському військовому окрузі.
Остаточне рішення про проведення операції прийнято 18 грудня.
Для посилення загону «Зеніт», який на той час налічував близько 150 офіцерів, 23 грудня в Кабул прибула група зі складу спецпідрозділу КДБ «А» у кількості 25 осіб на чолі з майором М. Романовим (група «Грім»).
25 грудня почалося введення радянських військ до Афганістану. В Кабулі частини 103-ї гвардійської повітряно-десантної дивізії до полудня 27 грудня закінчили десантування посадковим способом і взяли під контроль аеропорт, блокувавши афганську авіацію і батареї ППО. Інші підрозділи цієї дивізії зосередилися в призначених районах Кабула, де отримали завдання з блокування основних урядових установ, афганських військових частин і штабів, інших важливих об'єктів у місті і його околицях. Над Баграмським аеродромом, після сутички з афганськими військовослужбовцями, встановили контроль 357-й гвардійський парашутно-десантний полк 103-ї дивізії і 345-й гвардійський парашутно-десантний полк. Вони також забезпечували охорону Б. Кармаля, якого з групою найближчих прихильників знову доставили в Афганістан 23 грудня.
Начальник управління «С» (нелегальна розвідка) ПГУ КДБ Ю. І. Дроздов (вступив на посаду 14 жовтня 1979 року), що перебував тоді в Кабулі, пізніше згадував, що 27 грудня приблизно о 15:00 за місцевим часом у розмові по телефону Андропов сказав йому: «не хотілося б, але доведеться», додавши «Це не я тебе посилаю», після чого перерахував усіх членів Політбюро, що були в кімнаті поруч із ним.

## Планування операції
Розробку плану захоплення палацу Тадж-Бек доручено полковнику ГРУ В. Колеснику, викликаному до Афганістану приблизно 16-17 грудня. Його ж призначено безпосереднім керівником операції, а начальника управління «С» ПГУ Ю. І. Дроздова — його заступником зі взаємодії зі спецгрупами КДБ.
У першому варіанті плану передбачалося, що радянські спецназівці, після знищення з гранатометів двох танків, що стоять із внутрішньої сторони поблизу воріт палацу, на бронетехніці в'їдуть у двір і зажадають від охорони здатися. Однак стало ясно, що за наявного співвідношення сил на здачу афганців розраховувати не варто.
Початкову версію, в якій передбачалося частину «мусульманського батальйону» направити на захоплення додаткових об'єктів у Кабулі, Колесник планував сам. За результатами планування він зміг переконати головного військового радника С. К. Магометова і головного радника КДБ Б. С. Іванова в нестачі сил, для реалізації плану, за його розрахунками, був потрібен весь «мусульманський батальйон», додатково посилений ротою десантників і взводом ПТУРС. Вимогу про виділення додаткових сил схвалив начальник Генштабу ЗС СРСР М. Огарков, після чого почалася безпосередня підготовка до операції.

Генерал армії Махмуд Гарєєв у своїх мемуарах «Моя остання війна (Афганістан без радянських військ)» згадував:
…Як мені розповідав колишній головний військовий радник в Афганістані генерал-полковник С. К. Магометов, у грудні 1979 року, напередодні штурму Палацу X. Аміна Дар-уль-Аман йому зателефонував Міністр оборони Д. Ф. Устинов і запитав про готовність до операції «Шторм-333». Салтан Кеккезович із подивом відповів міністру, що він нічого про це не знає. Д. Ф. Устинов порадив йому отримати інформацію від представника КДБ в Кабулі Б. С. Іванова. Останній і після цього обмежився лише натяками і не дав потрібної інформації. При цьому не враховувалося, що головний військовий радник, не посвячений у майбутні військові акції, не тільки не може чимось допомогти в їх здійсненні, але може вчинити й дії, які не сприяють цьому.
Оригінальний текст (рос.)
{{{2}}}
Безпосередньо палац охороняла рота особистої охорони Аміна. Другу лінію охорони мав забезпечити 154-й окремий загін спеціального призначення (озспп) ГРУ «мусульманський батальйон», а третьою була бригада охорони, що складалася з трьох піхотних батальйонів і одного танкового. За палацом було зарито в землю три танки. Від ударів з повітря палац прикривав зенітний полк, що мав на озброєнні дванадцять 100-мм зенітних гармат, а також шістнадцять спарених великокаліберних кулеметів ДШК. Загальна чисельність цих військових частин становила близько 2500 осіб. Крім того, не виключалася можливість втручання двох танкових бригад, розквартированих під Кабулом.
Радянські сили, призначені для захоплення палацу і нейтралізації бригади охорони, становили: група «Грім» («Альфа») — 24 особи, група «Зеніт» (КУОС) — 30 осіб, «мусульманський» батальйон — 520 осіб, 9-та парашутно-десантна рота (9-та рота 345-го окремого гвардійського парашутно-десантного полку) — 100 осіб.
Остаточний план захоплення, у створенні якого також брали участь підполковник О. Швець (заступник Колесника), Ю. І. Дроздов і Е. Г. Козлов, був таким:
1) група під командуванням заступника командира «мусульманського батальйону» Мурада Сахатова мала захопити танки, розташовані в капонірах біля палацу;
2) група під командуванням підполковника Олега Швеця в ідсікти гранатометним вогнем особовий склад зенітного дивізіону від засобів ППО, вийти під цим прикриттям до установок і підірвати їх;
3) 1-ша і 2-га роти «мусульманського батальйону», а також придана 9-та рота 345-го окремого гвардійського парашутно-десантного полку під командуванням гвардії старшого лейтенанта Валерія Востротіна, мали блокувати розташування 2-го, 3-го, а також 1-го і танкового батальйонів;
4) 3-тя рота під командуванням старшого лейтенанта Володимира Шаріпова разом із 2-ю групою 1-ї роти «мусульманського батальйону» під командуванням Рустамходжі Турсункулова мали доставити на своїх машинах спецгрупи «Грім» і "Зеніт"до палацу; безпосередньо штурм будівлі мали здійснити групи спецназу КДБ спільно з двома групами 3-ї роти.
План не затвердив письмово ні головний військовий радник С. Магометов, ні головний радник КДБ Б. Івановим, тільки усно, щобільше, командиру «мусульманського батальйону» Хабібджану Холбаєву повідомили, що в разі провалу операцію виставлять як його (Холбаєва) п'яну витівку з відповідними наслідками.
Безпосередньо штурм та дії всередині палацу планували командири спецгруп «Зеніт» і «Грім» Яків Семенов і Михайло Романов, відповідно. План палацу був відомим тільки деяким командирам, а бійцям штурмових груп його показали безпосередньо перед початком операції.

## Учасники штурму
У штурмі брали участь такі групи та особовий склад:
- 1-ша бойова група (старший — заступник командира «мусульманського батальйону» капітан Сахатов) у складі: восьми гранатометників та їхніх помічників та чотирьох стрільців-санітарів з 3-ї роти, начальника розвідки «мусульманського батальйону» капітана Ашура Джамолова, двох бійців «Зеніту» В. К. Цветкова і Федора Фомича Єрохова, а также двох бійців «Грому» Д. В. Волкова і Ю. Климова — захоплення та підрив танків на блокпостах; бойова група висувається заздалегідь і на момент висування інших бойових груп має закінчити свою роботу.
- 2-га бойова група (старші — спільний керівник спецгруп КДБ полковник Г. І. Бояринов і командир 3-ї роти «мусульманського батальйону» старший лейтенант В. С. Шарипов): відділення управління 3-ї роти на БМП № 030, 2-га група 3-ї роти під командуванням лейтенанта Хамідулло Убайдуллаєвича Абдуллаєва разом із групою «Грім» на чолі з майором Романовим — штурм палацу; підгрупа з двох машин від 3-ї групи 3-ї роти: БМП № 041 на чолі з заступником командира 3-ї роти з технічної частини старшим лейтенантом Баходиром Абдуманаповичем Егамбердієвим — придушення блокпоста № 5, БМП № 042 на чолі з заступником командира 3-ї роты з політичної частини лейтенантом Рашидом Ігамбердійовичем Абдуллаєвим — придушення караульного приміщення; надалі обидві машини — штурм палацу «Тадж-Бек». Відомий розподіл людей за бойовими машинами[28]:
  - БМП № 035 (головна): командир машины Х. У. Абдуллаєв, бійці «Грому»: О. А. Балашов[ru] (старший підгрупи), О. І. Баєв, М. Федосеев, Микола М. Швачко, перекладач «мусульманського батальйону» Ібодулло Карімович Камбаров;
  - БМП № 030 (слідує за головною): командир машини (сам вів машину) В. С. Шаріпов, бійці «Грому»: Романов (старший щодо «Грому»), Євген П. Мазаєв, О. Г. Рєпін, Гліб Борисович Толстиков, офіцер КУОС Е. Г. Козлов, афганський опозиціонер Асадулла Сарварі;
  - БМП № 036: бійці «Грому»: В. Ф. Карпухін (старший підгрупи), М. В. Берльов, Володимир П. Гришин, С. Г. Коломеец, О. М. Плюснін;
  - БМП № 037: бійці «Грому»: В. П. Ємишев (старший підгрупи), С. В. Кувилін, Г. А. Кузнецов, перекладач ПГУ КДБ А. О. Якушев, начальник КУОС Г. І. Бояринов;
  - БМП № 038: бійці «Грому»: С. О. Голов (старший підгрупи), В. І. Анісімов, Л. В. Гуменний, Г. Є. Зудін, Михайло В. Соболєв, В. І. Філімонов;
- 3-тя бойова група (старші — керівник спецгрупи «Зеніт» майор Я. Ф. Семёнов[ru] і командир 2-ї групи 1-ї роти (лейтенант Турсункулов): екіпажі та кулеметники 2-ї групи 1-ї роти спільно зі спецгрупою «Зеніт» — штурм палацу «Тадж-Бек» з боку сходів, праворуч від будівлі; підгрупа стрільців, гранатометників та їхніх помічників від 2-ї групи 1-ї роти (старший — боєць «Грому» Г. Б. Толстиков[ru]) — штурм палацу «Тадж-Бек» із тильного боку будівлі. Відомий розподіл людей за бойовими машинами[29][30]:
  - БТР-60ПБ № 015: командир машини Турсункулов, бійці «Зеніту»: Я. Ф. Семенов (старший щодо «Зеніту»), Олександр Андрійович Карелін (старший підгрупи), Олександр С. Агафонов, Володимир В. Антонов, Микола Федорович Кім'яєв, Сергій Андрійович Чорнухін, Нуритдін Х. Курбанов, афганський опозиціонер Саїд Мохаммад Гулябзой[ru];
  - БТР-60ПБ № 016: бійці «Зеніту»: Б. О. Суворов[ru] (старший підгрупи), Турдалі Дисарубович Гулов, Володимир В. Дроздов, Олександр Феліксович Новіков, Володимир Олексійович Піддубний, Володимир Михайлович Рязанцев, Анатолій В. Колмаков;
  - БТР-60ПБ № 017: бійці «Зеніту»: В'ячеслав П. Фатєєв (старший підгрупи), Федір Ф. Іллінський, Ю. А. Лисоченко, Володимир Семенович Макаров, М. Г. Цыбенко, Станіслав К. Чижов;
  - БТР-60ПБ № 018: бійці «Зеніту»: Віталій Захарович Щиголєв (старший підгрупи), Володимир Сергійович Биковський, Віктор Іванович Захаров, Олександр Григорович Іващенко, Валерій Миколайович Курилов, Усман М. Чарієв, Борис Леонідович Пономарьов;
- 4-та бойова група (старший — командир 1-ї роти капітан Ісмат Суннатович Кудратов): 1-ша и 3-тя групи 1-ї роти під командуванням лейтенанта Мавляна Туркманова та старшого лейтенанта Алімжона Султановича Абдуллаєва — блокування та придушення 1-го мотопіхотного та танкового батальйонів бригади охорони;
- 5-та бойова група (старший — командир 9-ї гвардійської парашутно-десантної роти гвардії старший лейтенант В. А. Востротін[ru]): 1-й і 2-й взводи 9-й роти 345-го гвардійського окремого парашутно-десантного полку — блокування та придушення 2-го мотопіхотного батальйону;
- 6-та бойова група (старший — командир 2-ї роти старший лейтенант Курбандурди Мередович Амангельдиєв): 2-га і 3-тя групи 2-ї роти під командуванням лейтенантів Махмудбека Ахмедова і Гулямжона Юсуповича Маматкулова — блокування і придушення 3-го мотопіхотного батальйону бригади охорони;
- 7-ма бойова група (старший — гвардії старший лейтенант В. Севастьянов [Олександр Севостьянов?]): гвардійський протитанковий взвод ПТРК «Фагот» — блокування та придушення танкового батальйону, за необхідності, ведення вогню по розташуванню 1-го мотопіхотного батальйону;
- 8-ма бойова група (старший — підполковник Швець): 1-ша група 3-ї роти під командуванням лейтенанта Рустама Чингізовича Назарова спільно з 3-ю групою АГС-17 під командуванням лейтенанта Раміля Карімовича Абзалімова — блокування та придушення зенітного дивізіону;
- 9-та бойова група (старший — командир взводу): 3-й взвод 9-ї гвардійської парашутно-десантної роти — блокування і придушення казарми роти особистої охорони Х. Аміна;
- 10-та бойова група (старший — командир 1-ї групи 2-ї роти лейтенант Мусалім Султанович Нуритдінов): 1-ша група 2-ї роти — блокування та придушення будівельного полку;
- 11-та бойовая група (старший групи — командир зенітно-артилерійської групи старший лейтенант Василь Максимович Праута):
  - установка ЗСУ-23-4 «Шилка» № 043 — вогнева підтримка атаки 2-ї та 3-ї бойових груп;
  - установка ЗСУ-23-4 «Шилка» № 044 — вогнева підтримка атаки 4-ї та 7-ї бойових груп;
  - установка ЗСУ-23-4 «Шилка» № 045 — вогнева підтримка атаки 5-ї бойової групи;
  - установка ЗСУ-23-4 «Шилка» № 046 — вогнева підтримка атаки 6-ї бойової групи;
- 12-та бойова група (старший — командир роти зброї старший лейтенант Міркасим Міргуламович Мірюсупов): 1-ша група роти зброї під командуванням старшого лейтенанта Гафуржона Кадировича Тишаєва — вогнева підтримка атаки 2-ї та 3-ї бойових груп; 2-га група роти зброї під командуванням лейтенанта Улугмірзи Халмірзаєвіча Абдувалієва — вогнева підтримка атаки бойових груп: два розрахунки АГС-17 — 4-ї та 7-ї бойових груп; два розрахунки АГС-17 — 5-ї бойової групи; два розрахунки АГС-17 — 6-ї бойової групи; два розрахунки АГС-17 — 9-ї бойової групи.

Інші елементи бойового порядку:
- командний пункт (старший — полковник Колесник) на Р-130 і БМП-1К у складі: полковник Колесник, генерал-майор Дроздов, командир «мусульманського батальйону» майор Холбаєв, заступник командира «мусульманського батальйону» з політичної частини капітан Анвар Саттарович Саттаров, оперуповноважений особливих відділів КДБ СРСР старший лейтенант Махамоджон Карімович Байхамбаєв;
- запасний командний пункт (старший — начальник штабу «мусульманського батальйону» капітан Абдулкасим Мамадалієвич Ашуров) на Р-142 і БМП-1КШ у складі: капітан Ашуров, начальник зв'язку «мусульманського батальйону» капітан Рашит Меджитович Бердиєв, старший лейтенант Анваржон Алланазарович Джумаєв, прапорщик Ю. Мірса (можливо це був старший лейтенант Юлдаш М. Мірсоатов);
- пересувний командний пункт і резерв на БМП № 039 та № 040 під командуванням командира 3-ї групи 3-ї роти капітана Нійозитдіна Намозова;
- тиловий пункт управління (старший — заступник командира «мусульманського батальйону» з тилового забезпечення майор Джурабой Джалілов) у складі: майор Джалілов, капітан медичної служби Абдурасул Бекбетович Артіков, командир групи забезпечення старший прапорщик Асрор Рахімов, прапорщик медичної служби Карім Асроров, особовий склад і техніка групи матеріального забезпечення;
- ремонтно-евакуаційна група (старший — заступник командира «мусульманського батальйону» з технічної частини старший лейтенант Едуард Наріманович Ібрагімов) у складі МТО-АТ і чотирьох «Уралів»-375Д і їх екіпажів.

Інші офіцери і прапорщики командування «мусульманського батальйону» також отримали свої завдання і були розподілені:
- секретар партійного бюро старший лейтенант Анвархон Ганієвич Рашидов — у 4-ту бойову групу;
- начальник клубу прапорщик Каміль Умаров — у 12-ту бойову групу;
- перекладач старший лейтенант Ібодулло Карімович Камбаров — у 2-гу бойову групу (супровід представника афганської опозиції Асадулли Сарварі).

Радянські військові і співробітники КДБ були одягнені в афганську форму без знаків розрізнення з білою пов'язкою на рукаві. Паролем для впізнання своїх були вигуки «Яша» — «Міша».
Коли спецназівцям повідомили їхні завдання, то їм було сказано, що Амін — агент ЦРУ. На це висловили резонне заперечення, що в такому разі він запросив би не радянські, а американські війська. Проте, ніхто зі спецназівців не відмовився від виконання наказу.

## Підготовка до штурму
Після затвердження плану операції почалася безпосередня підготовка. Збили штурмові сходи, щоб у разі підбиття бойових машин можна було продовжити штурм палацу по схилах, щоночі і щоранку імітували навчання — зі стріляниною, марш-кидками, рухом техніки і пусками освітлювальних ракет, щоб привчити афганців до постійної «бойової підготовки», тренувалися у висадці десанту на ходу. При цьому інформацію про планований штурм довели тільки до спецгруп КДБ і деяких командирів «мусульманського батальйону».
26 грудня командири спецгруп КДБ Семенов і Романов разом із бійцями «Грому» Мазаєвим і Федосєєвим вирушили на розвідку в ресторан, звідки добре проглядалася територія навколо палацу. Ресторан виявився закритим, а на зворотному шляху на другому блокпосту їх затримали афганці і кілька годин розпитували. У підсумку спецназівці змогли переконати охорону, що хотіли домовитися з приводу відзначення Нового року, після чого їх відпустили.

## Штурм
Час початку операції переносили кілька разів, як наслідок операція почалася приблизно о 18—19 годині (показання учасників різняться в діапазоні від ~18:20 до 19:30).
Вдень 27 грудня під час обіду Х. Аміну і багатьом його гостям стало погано, дехто, зокрема й Амін, знепритомніли. Це було результатом спецзаходів КДБ. Дружина Аміна негайно викликала командира президентської гвардії, який почав дзвонити в Центральний військовий шпиталь і в поліклініку радянського посольства, щоб викликати допомогу. Продукти й сік негайно направили на експертизу, а кухарів затримали. До палацу прибула група радянських лікарів і афганський лікар. Радянські лікарі, не обізнані про спецоперацію, надали допомогу Аміну. Ці події насторожили афганську охорону. Начальник бригади охорони майор Сабрі Джандад наказав посилити зовнішні і виставити додаткові внутрішні пости охорони. Ні командування «мусульманського батальйону», ні співробітники КДБ, які безпосередньо брали участь в операції «Шторм-333», за деяким винятком, про це не знали.
О 19:10 група радянських диверсантів на автомашині наблизилася до люка центрального розподільного вузла підземних комунікацій зв'язку, проїхала над ним і «заглохла». У люк опустили міну і через 15 хвилин прогримів вибух, який залишив Кабул без телефонного зв'язку.

### Дії 1-ї бойової групи
Першою висунулася 1-ша бойова група під командуванням капітана Сахатова, яка мала зняти вартових на шляху штурмових груп і захопити танки на висотах біля палацу.
Проїжджаючи повз розташування 3-го батальйону бригади охорони, вони побачили, що батальйон отримує зброю і шикується. Сахатов наказав під'їхати до командира батальйону та інших офіцерів, які стояли в центрі, потім покликав до себе командира батальйону. Коли той підійшов, його схопили, закинули в машину і рвонули вперед. Проїхавши далі, частина групи спішилася, залягла і відкрила вогонь по солдатах батальйону охорони, як переслідували їх.
Співробітники КДБ тим часом зняли вартових, виставлених біля танків, яких виявилося четверо замість двох очікуваних. Під час цих бойових дій убито бойця «Грому» Волкова.
Коли група Сахатова ініціювала стрілянину, несподіванка і раптовість зірвались, тому, не чекаючи захоплення танків, Колесник віддав наказ на початок атаки. Розрахунок ЗСУ-23-4 «Шилка» і АГС-17 відкрили вогонь по своїх цілях, виконуючи роль артпідготовки.

### Дії 3-ї бойової групи
Планом передбачалося висунення до палацу спільною колоною на чолі з 2-ю бойовою групою, оскільки в цьому випадку обидві групи почали б атаку приблизно одночасно, але насправді першою висунулася 3-тя бойова група в кількості трьох БТР-60ПБ: № 015, 016, 017. Четвертий БТР-60ПБ № 018 висунувся в кінці загальної колони після машин 2-ї бойової групи. Коли перший БТР-60ПБ № 015 минув поворот і виїхав на відкрите місце, по ньому вдарив великокаліберний кулемет і пробив колеса, але машина зуміла проскочити в мертву зону біля нижнього ярусу палацу. БТР-60ПБ № 016, що йшов за ним, був підбитий і загорівся, при цьому був важко поранений і згодом загинув командир підгрупи "ЗенітС уворов. Механік-водій не впорався з керуванням і машина впала в Ааик, командир машини став безперервно викликати на допомогу і тим самим заглушив ефір. При цьому десант спішився і потрапив під обстріл. БТР-60ПБ № 017 зміг проскочити до сходів, а БТР-60ПБ № 018 замість висунення до сходів пішов за 2-ю бойовою групою. Таким чином до сходів успішно дісталися тільки дві машини з чотирьох і трохи більше половини штурмової групи «Зеніт». До них же приєдналася БМП № 042 лейтенанта Р. Абдуллаєва.
Подальше просування 3-ї бойової групи було неможливим через сильний обстріл з боку захисників палацу. Тільки після придушення кулеметів група змогла прорватися до палацу, з'єднавшися з бійцями 2-ї бойової групи. При цьому частина бійців «мусульманського батальйону» увійшла до палацу і взяла участь у штурмі.

### Дії 2-ї бойової групи

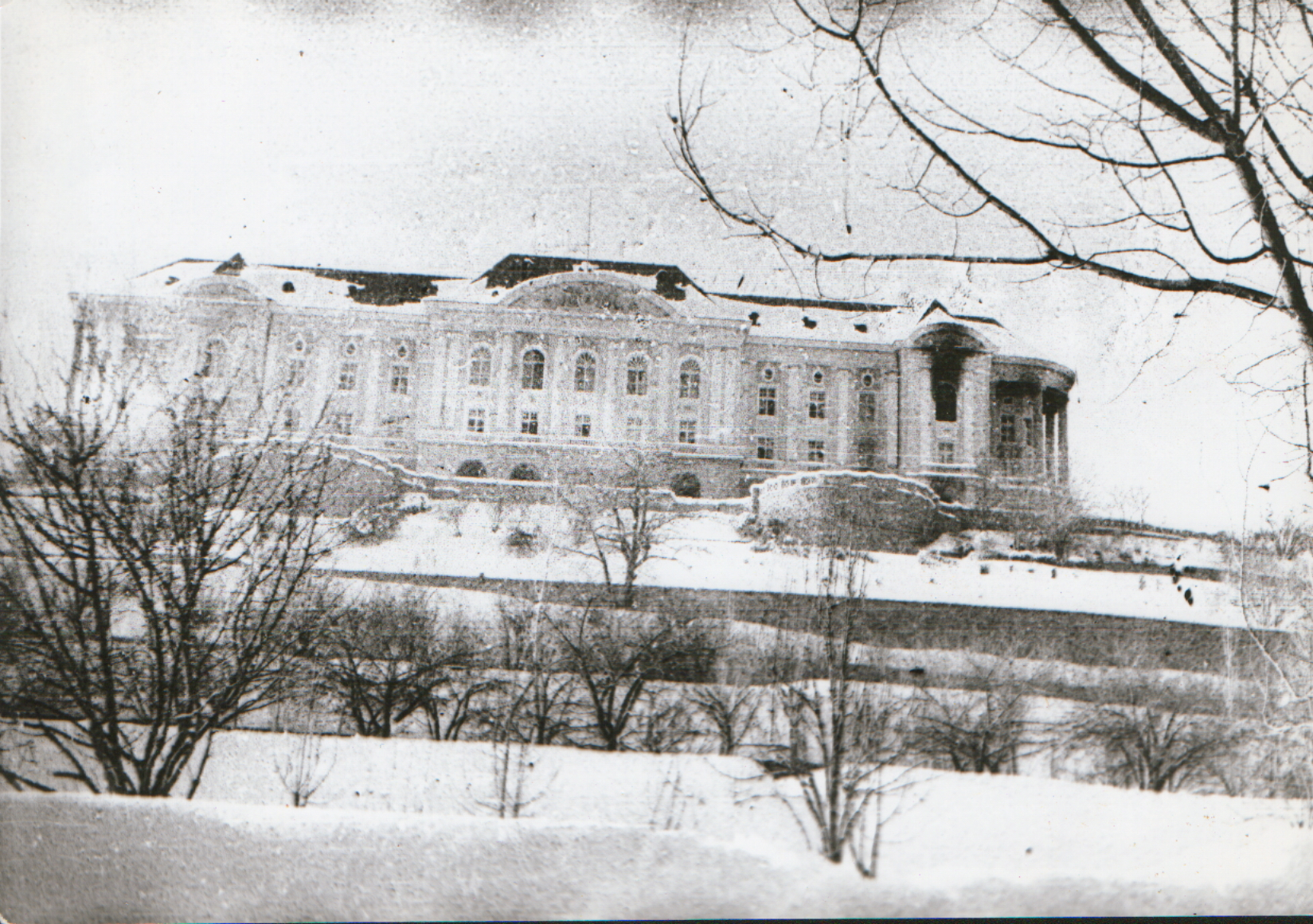
Світлина від 27 грудня 1979 року після штурму

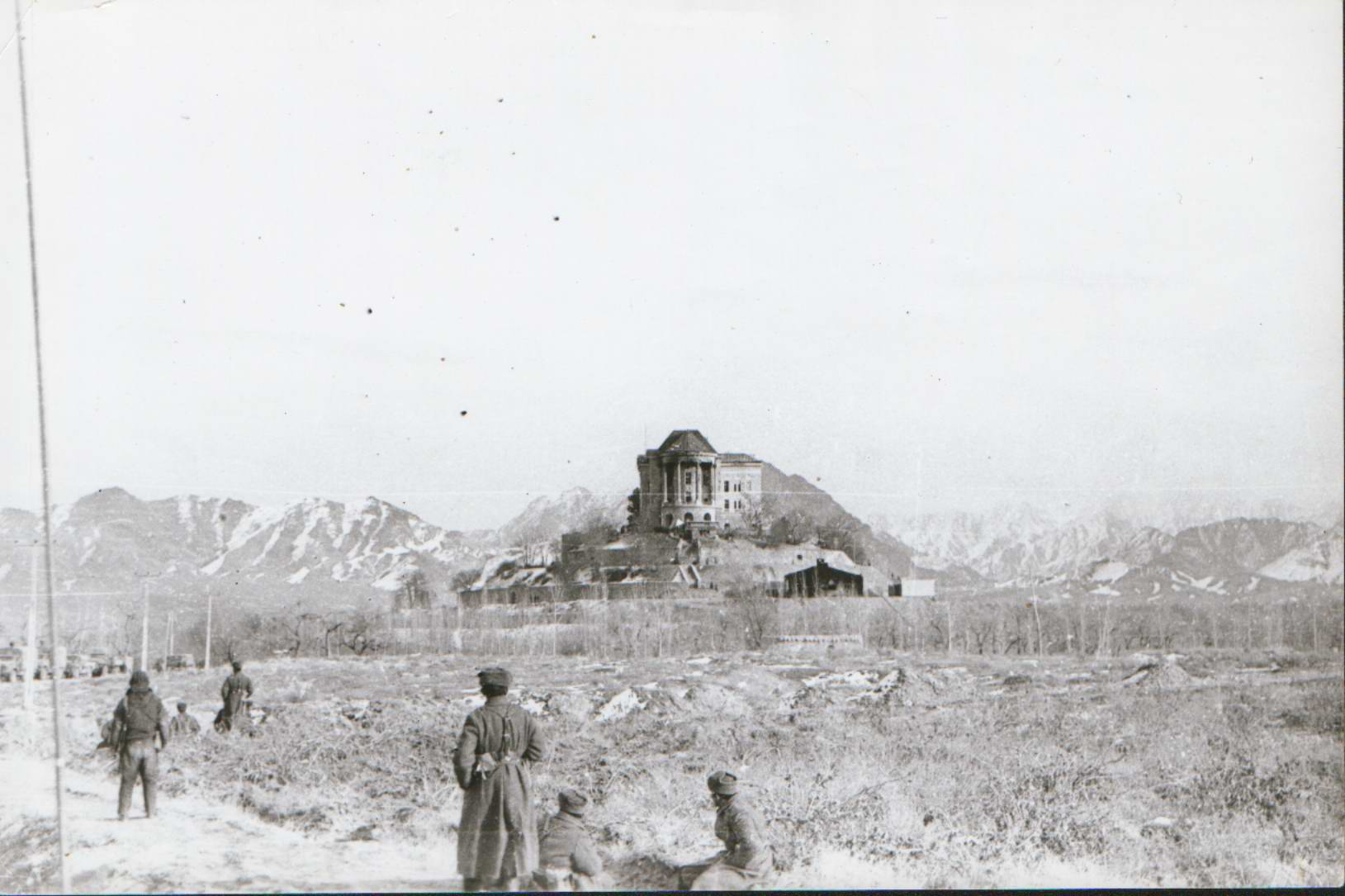
Палац з боку правого крила після штурму 27 грудня 1979 року

БМП 2-ї бойової групи, рухаючись до палацу, відкрили вогонь по його вікнах, щоб доповнити вогневий вплив ЗСУ і АГС. Те саме мали зробити БМД десантників 9-ї роти. Попри це, колона зазнала сильного обстрілу. При під'їзді до правого торця будівлі в головну БМП № 035 Х. Абдуллаєва влучив снаряд своєї ж «Шилки», машина спинилася через пошкодження повітропроводу, але змогла завестися і продовжила рух. Під час цієї зупинки десант з декількох БМП спішився і відкрив вогонь, намагаючись придушити вогневі точки, при цьому багато спецназівців отримали поранення, а радист Шокиржон Сулейманов, приданий Широкову, був смертельно поранений, і 3-тя рота втратила зв'язок з Колесником (проте, з командного пункту було видно хід штурму і командир батальйону Холбаєв вирушив до «Шилок», щоб ті перенесли вогонь на верхні поверхи палацу). Одна з БМП стала маневрувати, щоб націлити гармату на вікно палацу, при цьому розчавила Зудіна («Грім»), а Кувиліну («Грім») гусеницею віддавила стопу. Була підбита і загорілася БМП № 037, перегородивши дорогу, імовірно тоді убито командира машини Міркасима Щербекова. Підбиту машину зіштовхнув у бік прибулий екіпаж БМП № 041 Егамбердиєва. Коли машини слідом за головною продовжили рух, штурмова група пішла в атаку і змогла проскочити до стін палацу. До палацу через центральний вхід першими зайшли командир підгрупи «Грому» Ємишев і перекладач ПГУ Якушев, але не змогли пройти далеко: Якушев був убитий, а Ємишеву роздробило руку. До цього моменту БМП № 036 зупинилася майже впритул до центрального входу і висадила десант (підгрупа «Грому» на чолі з Карпухіним), який прорвався до палацу. Спецназівці, хто ще не був виведений з ладу, зайшли в будівлю через чотири напрямки: центральний вхід, вікно з правого боку палацу, вхід з торця і через пролом у стіні (який зробив пострілом з «Мухи» боєць «Грому» Анісімов). Натрапивши на запеклий опір захисників палацу, Бояринов вирішив покликати бійців 3-ї роти на підмогу і вискочив на ґанок, де в нього потрапила кулеметна черга: одна з куль, зрикошетивши від бронежилета, потрапила в шию полковника і виявилася смертельною. Тим часом змішана штурмова група змогла прорватися на другий поверх і продовжила зачистку, під час якої убито Аміна. Серед полонених опинився начальник бригади охорони Джандад.

### Дії 4-ї бойової групи
Дев'ять БТР-60ПБ під керівництвом командира 1-ї роти капітана Кудратова, підтримувані «Шилкою», розрахунками АГС-17 і ПТУРами, без особливих труднощів блокували казарми 1-го мотопіхотного і танкового батальйонів бригади Національної гвардії, в яких перебували до 700 солдатів. У полон вдалося взяти близько 250 осіб, кількох афганців поранено і вбито. У танках не виявилося затворів ні в гарматах, ні в кулеметах (робота військових радників). Один з танків, до якого встигли добігти кілька афганців, з другої спроби підбив розрахунок ПТУР. Загиблих у групі не було.

### Дії 5-ї бойової групи
1-й і 2-й взводи 9-ї роти 345-го гвардійського окремого парашутно-десантного полку під командуванням гвардії старшого лейтенанта Востротіна висунулися на плац 2-го мотопіхотного батальйону і відкрили вогонь по казармах, залишивши в тилу штаб батальйону. Внаслідок стрілянини з боку штабу в 5-й бойовій групі загинули єфрейтор Амангельди Калмагомбетов і рядовий Володимир Савоськін. 1-й взвод розвернувся в бік штабу і придушив його вогнем. До ранку опір з боку батальйону стих і частина афганців здалася в полон. Холбаєв повідомив Востротіну, що на них ідуть танки, і десантники виставили вперед ПТУРи. Танковий батальйон афганців розстріляли, частину танків підбили, решту, зокрема й командира батальйону, взяли в полон.

### Дії 6-ї та 10-ї бойових груп
Під час висування бойових груп у розташування 3-го мотопіхотного батальйону і будівельного полку внаслідок технічної несправності одного з БТР-60ПБ 1-ї групи змінено склади бойових груп: 2-га група 2-ї роти «мусульманського батальйону» вирушила блокувати будівельний полк, а 1-ша і 3-тя групи цієї ж роти вирушили блокувати 3-й мотопіхотний батальйон. За результатами бойового зіткнення загиблих з боку радянських солдатів і офіцерів не було, понад двісті афганців здалися в полон, інші розбіглися або пішли в гори.

### Дії 7-ї бойової групи
Відомо тільки про участь цієї групи в підбитті одного танка з афганського танкового батальйону бригади охорони. Втрат, імовірно, немає.

### Дії 8-ї бойової групи
Чотири БМП під командуванням лейтенанта Рустама Назарова висунулися до зенітного дивізіону, підтримувані вогнем АГС-17. Під час руху одна з машин провалилася в рів. Решта машин прорвалися до установок, розстрілявши кілька розрахунків, які готувалися відкрити вогонь, після чого розгорнулися таким чином, щоб ніхто з афганців не зміг ні підійти до гармат, ні висунутися в бік розташування «мусульманського батальйону». Машину, що провалилася в рів, дістали тільки на світанку. Вранці від командування «мусульманського батальйону» надійшло розпорядження на роззброєння зенітного дивізіону і переміщення афганських офіцерів і солдатів у розташування. Після озвучування вимог афганці організовано здалися в полон. Група втрат не мала.

### Дії 9-ї бойової групи
Наразі подробиці невідомі.

### Дії 11-ї та 12-ї бойових груп
Групи здійснювали вогневу підтримку інших бойових груп. Втрат не мали. Коли Амін дізнався про напад на палац, він наказав своєму ад'ютанту повідомити про це радянським військовим радникам, сказавши: «Радянські допоможуть». Коли ад'ютант доповів, що нападають саме радянські, Амін в люті жбурнув в нього попільничку і крикнув «Брешеш, не може бути!».
Хоча значна частина солдатів бригади охорони здалася (всього полонили близько 1700 осіб), частина підрозділів бригади продовжувала чинити опір. Зокрема, із залишками 3-го батальйону бригади «мусульманський батальйон» бився ще добу, після чого афганці пішли в гори. Одночасно зі штурмом палацу Тадж-Бек групи спецназу КДБ за підтримки десантників 345 парашутно-десантного полку, а також 317-го і 350-го полків 103-ї гвардійської повітряно-десантної дивізії захопили Генеральний штаб афганської армії, вузол зв'язку, будівлі ХАД і МВС, радіо й телебачення. Афганські частини, дислоковані в Кабулі, заблокували (в деяких місцях довелося придушувати збройний опір).

## Після штурму
Після ліквідації Аміна командний пункт, який був на сопці поруч із установками ЗСУ-23-4 «Шилка», перенесено до палацу. Там же, в медпункті будівлі, надано першу медичну допомогу пораненим бійцям спецпідрозділів, захисникам палацу і цивільним. Поранених співробітників КДБ, радянських солдатів і офіцерів, а також тяжкопоранених афганців після цього перевезли в медпункт «мусульманського батальйону». Потім поранених афганських солдатів і офіцерів евакуювали в свій військовий госпіталь, а важкопоранених комітетників і військовослужбовців «мусульманського батальйону» відправили колоною в поліклініку посольства. По дорозі в місто колону обстріляли десантники 103-ї гвардійської повітряно-десантної дивізії, але під час обстрілу нікого не зачепило.
Бійців 3-ї роти «мусульманського батальйону», які брали участь у штурмі і залишилися в строю, заступник з політичної частини командира 3-ї роти лейтенант Р. Абдуллаєв перерозподілив між бойовими машинами (із семи БМП, які штурмували палац, дві згоріли, ще дві не могли самостійно рухатися, ще одна не могла стріляти), за наказом командира батальйону Холбаєва організував кругову оборону палацу і встановив порядок нічного чергування.
Учасники штурму палацу Аміна боялися, що після операції їх ліквідують під час вивезення в СРСР.

## Бойові дії після завершення операції
Вранці 28 грудня командиру 1-ї групи 2-ї роти Нурітдінову наказано захопити ресторан. Група успішно впоралася із завданням, привівши 17 полонених. Втрат у групі не було.
Приблизно тоді ж проведено зачистку казарми роти особистої охорони Аміна, оскільки там помічено рух (під час штурму її тільки обстріляв взвод 9-ї роти). За наказом Холбаєва його заступник Саттаров разом з десятьма бійцями прочесав будівлі і привів 12 полонених афганців. Під час їх допиту на майданчику перед палацом з боку штабу бригади по них відкрито стрілянину, але нікого не вбило, тільки поранено Саттарова. Оскільки штаб бригади не був розцінений як потенційно небезпечний об'єкт, а також через брак особового складу і засобів, його захоплення під час штурму не планувалось.
Після цього інциденту до штабу висунулися 1-ша (командир лейтенант Туркманов) і 3-тя (командир старший лейтенант А. С. Абдуллаєв) групи 1-ї роти разом із заступником командира 1-ї роти по політичній частині лейтенантом Муратом Ораєвичем Хусаїновим. Під час наближення до штабу БТРи обстріляно, зав'язався бій. На захоплення штабу командир батальйону Холбаєв також відправив дві БМП 3-ї роти: № 041 старшого лейтенанта Егамбердиєва і № 042 лейтенанта Р. І. Абдуллаєва. Під час дій із захоплення штабу під'їхала 8-ма рота 3-го батальйону 350-го полку 103-ї гвардійської повітряно-десантної дивізії під командуванням гвардії старшого лейтенанта Олександра Панасюка і, не розібравшись в обстановці, відкрила вогонь по «мусульманському батальйону». Внаслідок стрільби десантників убито рядових Абдумуміна Абдунабієвича Богодірова, Курмантая Мурадовича Расульметова, Ходжанепеса Курбанова, Сабірджона Каміловича Хусанова і Абдунабі Гайджановича Мамаджанова. Старший лейтенант А. С. Абдуллаєв зміг підібратися до однієї з машин десантників і повідомити, що вони стріляють по своїх. Афганці, що залишилися в штабі бригади (близько 50 осіб), здалися в полон, серед них опинився і Джандад, який раніше зміг утекти з полону.
Хоча значна частина солдатів бригади охорони здалася (всього взято в полон близько 1700 осіб), частина підрозділів бригади продовжувала чинити опір. Зокрема, із залишками третього батальйону бригади «мусульманський батальйон» бився ще добу, після чого афганці пішли в гори.

## Втрати
Список офіційних втрат СРСР:
| Звання                               | ПІБ                                 | Підрозділ                               | Дата смерті | Коментар                                                            |
| ------------------------------------ | ----------------------------------- | --------------------------------------- | ----------- | ------------------------------------------------------------------- |
| співробітники КДБ                    |                                     |                                         |             |                                                                     |
| полковник                            | Бояринов Григорій Іванович          | КУОС                                    | 27 грудня   | під час штурму палацу, 2-га бойова група                            |
| капітан                              | Волков Дмитро Васильович            | «Грім»                                  | 27 грудня   | під час захоплення танків, 1-ша бойова група                        |
| капітан                              | Зудін Геннадій Єгорович             | «Грім»                                  | 27 грудня   | під час штурму палацу, 2-га бойова група                            |
| старший лейтенант                    | Суворов Борис Олександрович         | «Зеніт»                                 | 27 грудня   | під час штурму палацу, 3-тя бойова група                            |
| старший лейтенант                    | Якушев Андрій Олександрович         | ПГУ                                     | 27 грудня   | під час штурму палацу, 2-га бойова група                            |
| солдати «мусульманського батальйону» |                                     |                                         |             |                                                                     |
| рядовий                              | Богодиров Абдумумин Абдунабієвич    | 1-ша рота, розвідник-гранатометник      | 28 грудня   | під час зіткнення з десантниками                                    |
| рядовий                              | Курбанов Ходжанепес                 | 3-тя рота, розвідник-кулеметник         | 28 грудня   | під час зіткнення з десантниками                                    |
| рядовий                              | Мамаджанов Абдунабі Гайджанович     | група матеріального забезпечення, кухар | 28 грудня   | під час зіткнення з десантниками                                    |
| рядовий                              | Расульметов Курмантай Мурадович     | 1-ша рота, стрілець                     | 28 грудня   | під час зіткнення з десантниками                                    |
| рядовий                              | Сулейманов Шокіржон Султанович      | група зв'язку, радіотелефоніст          | 27 грудня   | під час штурму палацу, 2-га бойова група                            |
| рядовий                              | Хусанов Сабірджон Камілович         | 3-тя рота, механік-водій                | 28 грудня   | під час зіткнення з десантниками                                    |
| молодший сержант                     | Щербеков, Міркасим Абдрашимович     | 3-тя рота, командир відділення          | 27 грудня   | під час штурму палацу, 2-га бойова група                            |
| солдати 9-ї роти                     |                                     |                                         |             |                                                                     |
| гвардії єфрейтор                     | Калмагомбетов Амангельди Шампитович | 9 гв. пдр                               | 27 грудня   | під час захоплення 2-го мотопіхотного батальйону, 5-та бойова група |
| гвардії рядовий                      | Савоськін Володимир Васильович      | 9 гв. пдр                               | 27 грудня   | під час захоплення 2-го мотопіхотного батальйону, 5-та бойова група |
| гвардії рядовий, старший стрілець    | Кашкін Валерій Юрійович             | 9 гв. пдр                               | 27 грудня   |                                                                     |
| гвардії рядовий, радіотелефоніст     | Шелестов Михайло Васильович         | 9 гв. пдр                               | 27 грудня   |                                                                     |
| гвардії рядовий                      | Поворознюк Володимир Васильович     | 9 гв. пдр                               | 27 грудня   |                                                                     |
| гвардії рядовий                      | Очкін Володимир Іванович            | 9 гв. пдр                               | 27 грудня   |                                                                     |
| єфрейтор                             | Головня Олег Павлович               | 9 гв. пдр                               | 27 грудня   |                                                                     |
| мол.сержант                          | Двойников Олексій Сергійович        | командир відділення 345 опдп            | 27 грудня   |                                                                     |

Також спецназівці під час штурму вбили радянського військового лікаря полковника Віктора Кузнеченкова, який перебував у палаці і надавав допомогу Аміну після отруєння.
Неясності:
1. Залишаються неідентифікованими два перекладачі, посаджені в останній момент перед висуванням у БМП № 038, і вбиті, за словами Голова, при спішуванні[52].
2. Залишається незрозумілою доля водія БМП № 035 і доля перекладача «мусульманського батальйону» Камбарова, яких, за словами Федосєєва, вбито, але в списках вони не значаться[53].

В. М. Федосєєв помилився: механік-водій головного БМП № 035 живий і здоровий. Це Мухаммаджон Бакієвич Халілов, нині пенсіонер, підполковник у відставці. Дійсно під час штурму біля воріт палацу снаряд «Шилки» пробив броню БМП 035 на рівні катків між сидіннями водія і командира. Командира Хаміда Абдуллаєва поранено в ногу: роздроблена п'ята. Пізніше, після спішення, отримав кульове поранення в ногу навідник-оператор екіпажу Іззат Саїдахмедович Момінов.
Разом з іншими бійцями загону М. Б. Халілова нагороджено орденом Червоної Зірки.
З протилежного боку загинули Амін, його два малолітніх сини і близько 200 афганських охоронців і військовослужбовців. Також загинула дружина міністра закордонних справ Ш. Валі.
Убитого Аміна поховали окремо, недалеко від розташування «мусульманського батальйону», накидавши зверху каміння. Інших убитих афганців, за винятком синів Аміна, яких теж поховали окремо, поховали в одній братській могилі в саду палацу.

## Підсумки
У ніч з 27 на 28 грудня в Кабул із Баграма під охороною співробітників КДБ і десантників прибув новий афганський лідер Б. Кармаль. Радіо Кабула передало звернення нового правителя до афганського народу, в якому проголошено «другий етап революції». Радянська газета «Правда» 30 грудня написала, що «внаслідок підняття хвилі народного гніву Амін разом зі своїми поплічниками постав перед справедливим народним судом і був страчений».
Вдова Аміна і їхня дочка, поранена під час штурму, відсидівши кілька років у кабульській в'язниці, потім виїхали до СРСР.
Попри те, що у військовому плані операцію проведено успішно, сам факт убивства глави держави західні країни стали трактувати як свідчення радянської окупації Афганістану, а наступних керівників ДРА (Кармаль, Наджибулла) керівництво цих країн називало маріонетковими лідерами.

## Нагороди
У квітні 1980 року близько 400 співробітників КДБ СРСР, які мали стосунок до операції, нагороджено орденами і медалями. Отримали урядові нагороди також 180 офіцерів і солдатів «мусульманського батальйону». Першому заступнику начальника відділу зовнішньої розвідки КДБ СРСР полковнику Лазаренку присвоєно звання генерал-майора, начальника підтримки нелегальних резидентів у Кабулі Ісмаїла Муртуза Огли Алієва нагороджено орденом Червоної Зірки, так само, як і інших учасників штурмових груп.
За героїзм, виявлений в операції «Шторм 333» під час штурму палацу Аміна «Тадж-Бек» у Дар-Уль-Амані в період Афганської війни, указом Президії ВР СРСР від 28 квітня 1980 року званням Героя Радянського Союзу відзначені:
- Бояринов Григорій Іванович (ПГУ КДБ СРСР, посмертно).
- Карпухін Віктор Федорович (ПГУ КДБ СРСР)
- Козлов Евальд Григорович (ПГУ КДБ СРСР)
- Колесник Василь Васильович (ГШ ЗС СРСР)